# Норейка, Ионас Антано
Ионас Антано Норейка — советский литовский хозяйственный деятель, Герой Социалистического Труда.

## Биография
Родился в 1922 году в Баеняе. Член КПСС.
Участник Великой Отечественной войны: замковый орудия батареи 45 мм пушек 559-го стрелкового Нарвского полка 191-й стрелковой Новгородской Краснознаменной дивизии
В 1948—1960 — бригадир комплексной строительной бригады Каунасского строительного треста номер 2, в 1960—1980 — бригадир комплексной бригады строительного управления № 2 Каунасского строительного треста № 1 Министерства строительства Литовской ССР.
Указом Президиума Верховного Совета СССР от 7 мая 1971 года присвоено звание Героя Социалистического Труда с вручением ордена Ленина и золотой медали «Серп и Молот».
Депутат Верховного Совета Литовской ССР 7-го созыва.
Умер в 2013 году в Каунасе.

## Награды и звания
- Герой Социалистического Труда (07.05.1971)
- Орден Ленина (01.10.1965, 07.05.1971)
- Орден Отечественной войны II степени (06.04.1985, 06.11.1985)
- Орден Славы III степени (16.05.1945)